# Championnat de Pologne de football de deuxième division 2022-2023
Navigation
I liga 2021-2022 I liga 2023-2024
La saison 2022-2023 du championnat de Pologne de football de deuxième division est la 75e saison de l'histoire de la compétition et la 15e sous l'appellation « I liga ». Ce championnat oppose dix-huit clubs polonais en une série de trente-quatre rencontres, disputées selon le système aller-retour où les différentes équipes s'affrontent une fois par phase, et où les deux premiers gagnent le droit d'accéder directement à la première division l'année suivante.
Les équipes classées de la 3e à la 6e place jouent les barrages de montée pour déterminer le troisième promu.

## Compétition

### Classement
| Rang | Équipe                         | Pts | J  | G  | N  | P  | Bp | Bc | Diff |
| ---- | ------------------------------ | --- | -- | -- | -- | -- | -- | -- | ---- |
| 1    | ŁKS Łódź                       | 66  | 34 | 19 | 9  | 6  | 58 | 36 | +22  |
| 2    | Ruch Chorzów P                 | 62  | 34 | 17 | 11 | 6  | 48 | 33 | +15  |
| 3    | Bruk-Bet Termalica Nieciecza R | 61  | 34 | 16 | 13 | 5  | 55 | 37 | +18  |
| 4    | Wisła Cracovie R               | 60  | 34 | 18 | 6  | 10 | 61 | 38 | +23  |
| 5    | Puszcza Niepołomice            | 58  | 34 | 16 | 10 | 8  | 49 | 36 | +13  |
| 6    | Stal Rzeszów P                 | 51  | 34 | 14 | 9  | 11 | 56 | 43 | +13  |
| 7    | Podbeskidzie Bielsko-Biała     | 49  | 34 | 12 | 13 | 9  | 56 | 47 | +9   |
| 8    | Arka Gdynia                    | 48  | 34 | 13 | 9  | 12 | 56 | 45 | +11  |
| 9    | Chrobry Głogów                 | 46  | 34 | 12 | 10 | 12 | 44 | 53 | -9   |
| 10   | GKS Katowice                   | 44  | 34 | 10 | 14 | 10 | 41 | 39 | +2   |
| 11   | Zagłębie Sosnowiec             | 42  | 34 | 10 | 12 | 12 | 33 | 43 | -10  |
| 12   | Górnik Łęczna R                | 40  | 34 | 9  | 13 | 12 | 40 | 45 | -5   |
| 13   | GKS Tychy                      | 39  | 34 | 10 | 9  | 15 | 46 | 52 | -6   |
| 14   | CWKS Resovia                   | 38  | 34 | 9  | 11 | 14 | 43 | 51 | -8   |
| 15   | Odra Opole                     | 37  | 34 | 10 | 7  | 17 | 39 | 48 | -9   |
| 16   | Skra Częstochowa               | 31  | 34 | 9  | 4  | 21 | 18 | 49 | -31  |
| 17   | Chojniczanka Chojnice P        | 27  | 34 | 5  | 12 | 17 | 35 | 57 | -22  |
| 18   | Sandecja Nowy Sącz             | 27  | 34 | 5  | 12 | 17 | 28 | 54 | -26  |

| Légende : Promotions et relégations | Légende : Promotions et relégations                              |
| ----------------------------------- | ---------------------------------------------------------------- |
|                                     | Promotion en Ekstraklasa : 1er et 2e                             |
|                                     | Qualification pour les barrages de montée : 3e au 6e             |
|                                     | Relégation en II liga : 16e, 17e et 18e                          |
|                                     | R : Relégué de première division P : Promu de troisième division |

### Barrages de montée
| Demi-finale 1 | (3e) Bruk-Bet Termalica Nieciecza | 2 - 0   | (6e) Stal Rzeszów |  |  |
| 6 juin 2023   |                                   | (1 - 0) |                   |  |  |

| Demi-finale 2 | (4e) Wisła Cracovie | 1 - 4   | (5e) Puszcza Niepołomice |  |  |
| 6 juin 2023   |                     | (0 - 2) |                          |  |  |

---
| Finale       | Bruk-Bet Termalica Nieciecza | 2 - 3   | Puszcza Niepołomice | Stadion Sportowy Bruk-Bet Termalica, Nieciecza |  |
| 11 juin 2023 |                              | (0 - 0) |                     |                                                |  |